# AMD K10
Pour les articles homonymes, voir Agena et K10.
 (novembre 2016).
K8 - Hammer Bulldozer - Family 15h

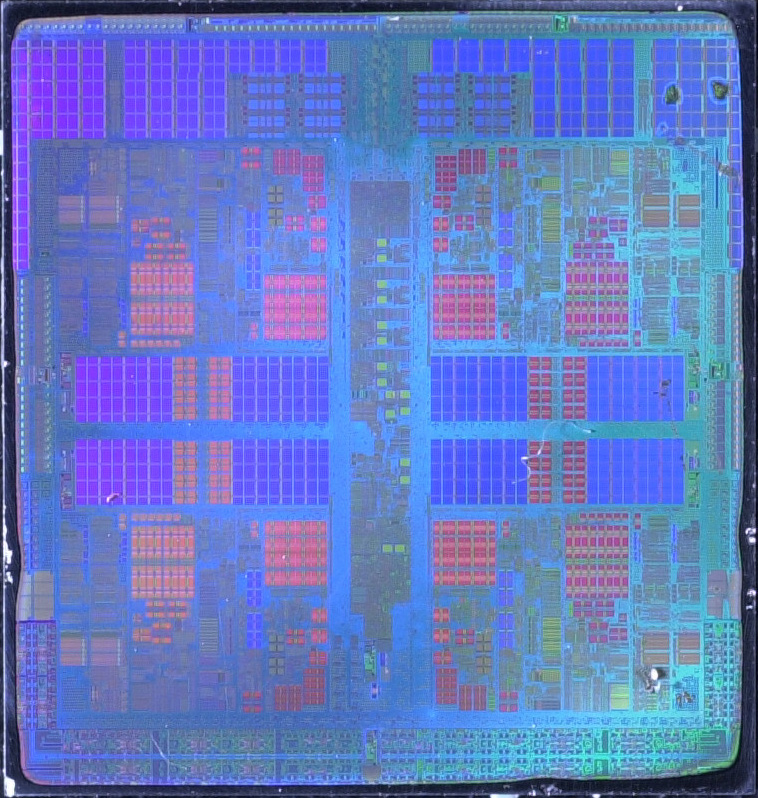
Die d'un Phenom (Barcelona)

La microarchitecture K10, la neuvième d'AMD, succède à la microarchitecture K8.
Elle est introduite sur le Phenom. Par rapport à K8, les flottants sont désormais traités sur 128 bits, et la bande passante interne augmente.

## Nomenclature
Avec cette nouvelle gamme, AMD change son ancienne nomenclature basée sur le P-Rating (par exemple X2 5000+) pour une nouvelle numérotation en deux lettres plus quatre chiffres :
- 1re lettre : gamme
- 2e lettre : dissipation (TDP)
- 1er chiffre : famille/architecture :
  - 7 = Phenom 4 cœurs
  - 6 = Phenom bi cœurs
  - 2 = Athlon X2
  - 1 = Athlon mono cœur et Sempron
- 2e chiffre et 3e chiffre : puissance en fréquence
- 4e chiffre : fonctionnalités éventuelles

## Historique
Avant qu'AMD publie officiellement ce nom de K10 par les voix de Giuseppe Amato et de Philip G. Eisler (respectivement directeur technique des Ventes et du marketing pour l’Europe et vice-Président de la division chipset d'AMD) en février 2007, la presse spécialisée attribuait logiquement le nom K8L à la nouvelle architecture. The Inquirer pensait alors que le "L" se rapportait au chiffre romain signifiant 50, il s'agirait alors du K8.50, soit une version à mi-chemin entre l'architecture K8 et K10. Il apparaît dans l'interview des responsables AMD que le K8L était une dénomination pour des processeurs d'architecture K8 pour PC portable en 65 nm.

## Techniquees et caractéristiques

### Gravure
Les premiers microprocesseurs de la génération K10 seront exclusivement gravés grâce à la technique de gravure en 65 nm d'AMD en partenariat avec IBM qui utilise des wafers SOI (Silicium sur isolant) 300 mm UNIBOND du fabricant français Soitec, qui entretient un partenariat privilégié avec AMD. Le partenariat avec IBM permet également à AMD d'utiliser la technique SiGe d'IBM (ajout de germanium en plus de silicium en vue de rendre les transistors plus performants). Ces microprocesseurs seront sûrement fabriqués dans l'usine Fab 36 d'AMD à Dresde en Allemagne qui fabrique déjà les « Athlon 64 » en 65 nm. L'usine pourra produire normalement aux alentours de 100 millions de processeurs par an dès 2008 (pour 20 000 wafers) ce qui coïncide avec l'arrivée de l'architecture K10. AMD utilise pour sa gravure en 65 nm ses techniques Continuous Transistor Improvement (CTI) ou amélioration continue de transistor et Shared Transistor Technology (STT) ou partage technologique des transistors ainsi que la technique Dual Stress Liner (DSL).
Il existera peut-être par la suite des processeurs K10 gravés en 45 voire en 32 nm (Deneb FX, Deneb, Propus, Regor et Sargas), puisqu'AMD compte produire des processeurs grâce à la technique de lithographie en immersion dès 2008.

### Mémoire
Les processeurs de la famille K10 tout comme leurs prédécesseurs K8 posséderont leur contrôleur mémoire intégré contrairement aux processeurs Intel qui laissent cette charge au chipset. Cette caractéristique a été en partie responsable du succès des Athlon 64 en réduisant considérablement les latences pour l'accès à la mémoire RAM lorsque la norme était la DDR SDRAM première du nom. En effet avec ce type de barrettes, les latences de la RAM étaient de 2-2-2-5 pour les meilleures DDR400. Mais lors de l'introduction de la DDR2, l'atout de l'Athlon 64 s'est atténué car les latences ont explosé et l'augmentation de fréquence n'a pu que compenser cette chute de performance. Ainsi les Athlon 64 sur socket AM2 sont juste aussi performants que les Athlon 64 sur socket 939. Les latences mémoires ayant sérieusement diminué, la DDR2 ne pose plus de problème. Les K10 seront faits pour supporter de la DDR2 1066 MHz en standard. Les serveurs exploiteront la DDR2 800 dans un premier temps.
Les prochaines révisions de cœur de la famille K10 (Deneb FX, Deneb, Propus, Regor et Sargas) prévues pour l'année 2008 voire 2009 seront elles, tournées vers la mémoire DDR3 et le 45 nm qui n'est pas encore sur le marché. Ils seront équipés de 4 ou 6 Mio de cache L3.

### Sockets
AMD a fait le choix d'une certaine continuité lors de ce passage au K10. Il n'y aura donc pas comme lors du passage de l'architecture K7 à K8 un changement radical de socket (alors socket A vers socket 754 puis 939 et AM2). AMD a donc nommé le socket de son nouveau processeur AM2+ pour marquer la proximité avec le socket AM2. Le socket AM2+ accueillera donc tous les processeurs K10, à l'exception des processeurs à socket 1207 incompatibles. Il s'agit d'un socket à 940 broches. Les différences entre le socket AM2 utilisé actuellement pour les K8 et le socket AM2+ sont la gestion de l'HyperTransport 3.0 par ce dernier et la gestion avancée de l'énergie puisque chaque cœur disposera d'une tension propre. Sur socket AM2, les processeurs pourront tout de même varier leurs fréquences indépendamment mais pas leur tension. Il y a rétro compatibilité et on pourra profiter de l'architecture K10 sur une carte mère AM2.
Les chipsets pour AM2+ déjà annoncés sont le Nvidia nForce 7 nom de code MCP72, le VIA KT960 et KM960 mais aussi les chipsets d'ATI (maintenant propriété d'AMD) RD790+, RD780, RS780, RX780, RS740 et RX740.
Les K10 à socket AM3 auront probablement deux contrôleurs mémoire, un DDR2 et un DDR3 ainsi ils fonctionneront parfaitement avec une carte mère AM2+. Cependant cette information est à mettre entre pincettes, AMD pourrait très bien changer d'avis car le coût en transistors de deux contrôleurs mémoire pourrait être élevé.
Un K10 AM2+ ne sera pas compatible AM3.

### Spécifications

Microarchitecture du K10.

Les caractéristiques complètes des K10 sont celles du premier cœur K10, à savoir le Barcelona. Les versions pour PC de bureau seront sans doute différentes puisque le Barcelona est fait pour le marché serveur aux demandes particulières.
- Généralités.
  - Deux contrôleurs mémoire DDR2 intégrés (le contrôleur mémoire 128 bits des K8 est séparé en deux contrôleurs 64 bits pour le K10. Passage prévu à un contrôleur mémoire DDR3).
  - Fréquence de fonctionnement entre 1900 et 2 600 MHz (les versions desktop devraient atteindre les 2 800 MHz).
  - Pipeline à 16 étages[14].
  - Gestion de l'HyperTransport 3.0 pour des bus au-delà de 3 GT/s (sur socket AM2+, sur socket AM2 la fonction ne sera pas exploitée).
  - cache.
    - 64 Kio de cache L1 données par cœur (taille identique à celle des K8)
    - 64 Kio de cache L1 instructions par cœur (taille identique à celle des K8)
    - 512 Kio de cache L2 par cœur (taille identique aux derniers K8. Chez Intel, les Kentsfield offrent 2 × 4 Mio de cache L2 et le futur Penryn jusqu'à 2×6 Mio).
    - 2 Mio de cache L3 partagé.
    - Extension possible jusqu'à 8 Mio, 4 à 6 Mio avec le passage au 45 nm : cœur Shanghai.
- La puce.
  - 1er quadri-cœur dit « natif » produit en masse (il ne s'agit pas de la juxtaposition de deux circuits bi-cœur comme pour les  Core 2 quad Intel.
  - Composé de 11 couches de gravure (contre 9 pour les K8 et 8 pour les Core 2 Duo. Cela rend le procédé de fabrication un peu plus complexe mais ne change rien pour l'utilisateur. Intel utilisait aussi ce type de procédé avec autant de couches il y a quelques années).
  - 463 millions de transistors (face au 582 millions du Kentsfield mais gravé sur deux dies. Ceci s'explique par le fait que le Kentsfield embarque 8,25 Mio de cache alors que le Barcelona se limite à 5,5 Mio).
  - 60 millions de transistors non-caches (soit 30 %) en plus par rapport au K8[15].
- améliorations du pipeline et nouvelles Instructions.
  - Le SSE 128,
    - Gestion d'instruction d'une longueur de 128 bits (contre 64 bits pour le K8).
    - Gestion parallèle de 32 octets par cycle (soit le double d'avec le K8. Amélioration qui pourrait favoriser d'autres types d'opérations, par exemple sur les entiers).
    - Deux chargements d'instructions par cycle depuis le cache L1 (Nombre stable par rapport au K8 mais donc deux fois plus de données chargées par cycle du fait du passage d'instructions 2 × 64 à 2 × 128 bits).
    - Interface élargie entre le cache L2 et le contrôleur mémoire à 128 bits (Pour la cohérence de l'architecture, c'est-à-dire éviter un goulot d'étranglement).

  - Introduction des instructions SSE4A[16].
  - Extensions des instructions SSE : EXTRQ/INSERTQ et MOVNTSD/MOVNTSS.
  - Apparition des instructions LZCNT et POPCNT utilisées en cryptographie.
  - Diminution de la latence sur les divisions d'entiers (ALU) (les conséquences pratiques devraient être minimes)
  - 4 FPU (Floating Point Unit, unités de calcul en virgule flottante) (au lieu de 2 pour le K8. AMD parle d'une amélioration théorique de +300 % des performances face au bi-cœur K8 (deux fois plus de cœurs avec deux fois plus de FPU, donc performances quadruplées), mais finalement en pratique l'amélioration serait de l'ordre de 50 % face à la concurrence).
  - Fastpath.
    - Les microinstructions CALL and RET-Imm sont maintenant des instructions qui utilisent Fastpath (elles ne sont plus microcodées)[17].
    - Les déplacements entre registres des entiers et registres SSE des instructions MOVs utilisent aussi le Fastpath.
- Sous-système mémoire, cache et prefetch.
  - Diminution de la latence au niveau du cache.
  - Meilleure gestion de données Out-Of-Order[18].
  - Prédiction de branchement :
    - Apparition d'un prédicteur de branchement indirect : 512-entry indirect predictor (Intel avait ajouté ce type de prédicteur sur ses PIV Prescott qui pâtissaient de leur long pipeline et toute erreur de branchement représentait une perte de temps considérable).
    - L'espace consacré à la « pile de retour » (return stack) est multiplié par deux[19].
    - La prédiction directe est aussi améliorée par l'augmentation des données "historiques" (Possibilité offerte par la taille gagnée avec le passage au 65 nm alors que l'architecture K8 se contentait au départ du 130 nm).
    - Sideband Stack Optimizer équivalent au Dedicated Stack Manager d'Intel[20].

  - TLB (Translation Lookaside Buffer)[21]
    - Extension.
    - Adressage physique 48 bits permettant la gestion de mémoire jusqu'à 256 Tio

  - Prefetch :
    - 2 prefetch par cœur, un pour les données et un pour les instructions (AMD conserve le nombre de prefetch du K8. Les C2D d'Intel en possèdent trois par cœur).
    - Le prefetch charge dans le cache L1 (Le prefetch chargeait dans le cache L2 chez les K8).
    - Apparition d'un prefetch de RAM utilisant son propre cache[22].
- Virtualisation.
  - Virtualisation de la mémoire Nested Paging[23]
- Alimentation.
  - La tension du northbridge est maintenant indépendante et s'échelonne de 0,8 V à 1,4 V.
  - Apparition du DICE ou Dynamic Independent Core Engagement ou gestion matérielle du PowerNow! permettant la gestion indépendante de la fréquence de chaque cœur.
  - TDP compris entre 95 et 120 W (TDP entre 45 et 89 W pour les Phenom, TDP inconnu pour les Phenom FX)
- Registres
  - ajouts de 8 registres supplémentaire pour le 64 bits.

### Performances
Lors d'une démonstration le 30 novembre 2006,, AMD annonce et montre à la presse que le Barcelona sera globalement 40 % plus performant qu'un Xeon 5355 (quad-core à 2,66 GHz). 
Dernièrement AMD affirme que son processeur devrait devancer les performances des Xeon quadri-cœurs de 50 % sur les calculs en virgule flottante et de 20 % sur des calculs liés à des nombres entiers. Cette assertion ne peut pas encore être vérifiée, car cette comparaison n'est valide que pour des fréquences identiques, entre le processeur d’architecture K10 d’AMD et le Xeon d’Intel, et qu'il ne s'agit là que de tests théoriques.
Début mai 2007, AMD a fait une nouvelle démonstration plutôt impressionnante de ses futurs K10. C'est au CTO Technology Summit à Monterey, en Californie qu'AMD a dévoilé une machine disposant de deux processeurs K10 quadri-cœurs. La machine de huit cœurs a été capable d'encoder à la volée, c'est-à-dire en temps réel, une vidéo 720p (1280 × 720) et une 1024p.

## Famille de processeurs
Toute la gamme d'AMD passera dans peu de temps à l'architecture K10. On retrouvera des dénominations connues et des nouveaux noms. L'Opteron pour serveur bi et quadri processeur connu sous le nom de code Barcelona sera le premier K10 à devoir faire ses preuves, un deuxième cœur Budapest viendra renforcer la gamme Opteron sur le marché des serveurs uni-processeurs. Le grand public aura le choix entre le Phenom X4 (Agena), et le Phenom X2 (Kuma). La dénomination Athlon 64 disparaissant (pour le haut de gamme), toute confusion entre les K8 et les K10 disparaît. On trouvera également des versions FX et Low power. Les Athlon x2 64 (Rana) constitueront l'offre bi-cœur d'entrée de gamme, les Sempron (Spica) seront les seuls mono-cœur K10, et les Turion (Griffin) seront réservés aux plates-formes portables.

### 65 nm

#### Serveur
L'Opteron est la version du K10 destinée aux serveurs, et aux stations de travail. Les versions SE sont les versions haut de gamme de la série au TDP de 120 W, les versions standards ont un TDP de 95 W et les versions HE (High Efficiency) sont les versions qui bénéficient d'un TDP réduit à 68 W.
| Nom du modèle                                             | Nombre de cœurs | Fréquence | TDP (W) | Sockets compatibles | Cache L1    | Cache L2    | Cache L3 | Vitesse de Bus (MT/s) | Date de sortie |
| --------------------------------------------------------- | --------------- | --------- | ------- | ------------------- | ----------- | ----------- | -------- | --------------------- | -------------- |
| Opteron pour serveur mono-processeur. Budapest            |                 |           |         |                     |             |             |          |                       |                |
| Opteron série 1000                                        |                 |           |         |                     |             |             |          |                       |                |
| Opteron 1252                                              | 4               | 2,1 GHz   | 95      | AM2/AM2+            | 4 × 128 kio | 4 × 512 kio | 2 Mio    | 5200                  | avril 2008     |
| Opteron 1254                                              | 4               | 2,2 GHz   | 95      | AM2/AM2+            | 4 × 128 kio | 4 × 512 kio | 2 Mio    | 5200                  | avril 2008     |
| Opteron 1256                                              | 4               | 2,3 GHz   | 95      | AM2/AM2+            | 4 × 128 kio | 4 × 512 kio | 2 Mio    | 5200                  | avril 2008     |
| Opteron série 1000 SE                                     |                 |           |         |                     |             |             |          |                       |                |
| Opteron 1258 SE                                           | 4               | 2,4 GHz   | 120     | AM2/AM2+            | 4 × 128 kio | 4 × 512 kio | 2 Mio    | 5200                  | 2008           |
| Opteron 1260 SE                                           | 4               | 2,5 GHz   | 120     | AM2/AM2+            | 4 × 128 kio | 4 × 512 kio | 2 Mio    | 5200                  | 2008           |
| Opteron pour serveur bi-processeur. Barcelona             |                 |           |         |                     |             |             |          |                       |                |
| Opteron série 2000 hE                                     |                 |           |         |                     |             |             |          |                       |                |
| Opteron 2244 hE                                           | 4               | 1,7 GHz   | 68      | 1207/1207+          | 4 × 128 kio | 4 × 512 kio | 2 Mio    | 2000                  | ?              |
| Opteron 2246 hE                                           | 4               | 1,8 GHz   | 68      | 1207/1207+          | 4 × 128 kio | 4 × 512 kio | 2 Mio    | 2000                  | ?              |
| Opteron 2248 hE                                           | 4               | 1,9 GHz   | 68      | 1207/1207+          | 4 × 128 kio | 4 × 512 kio | 2 Mio    | 2000                  | ?              |
| Opteron 2250 hE                                           | 4               | 2,0 GHz   | 68      | 1207/1207+          | 4 × 128 kio | 4 × 512 kio | 2 Mio    | 2000                  | ?              |
| Opteron série 2000                                        |                 |           |         |                     |             |             |          |                       |                |
| Opteron 2248                                              | 4               | 1,9 GHz   | 95      | 1207/1207+          | 4 × 128 kio | 4 × 512 kio | 2 Mio    | 2000                  | Rentrée 2007   |
| Opteron 2250                                              | 4               | 2,0 GHz   | 95      | 1207/1207+          | 4 × 128 kio | 4 × 512 kio | 2 Mio    | 2000                  | Rentrée 2007   |
| Opteron 2252                                              | 4               | 2,1 GHz   | 95      | 1207/1207+          | 4 × 128 kio | 4 × 512 kio | 2 Mio    | 2000                  | avril 2008     |
| Opteron 2254                                              | 4               | 2,2 GHz   | 95      | 1207/1207+          | 4 × 128 kio | 4 × 512 kio | 2 Mio    | 2000                  | avril 2008     |
| Opteron 2256                                              | 4               | 2,3 GHz   | 95      | 1207/1207+          | 4 × 128 kio | 4 × 512 kio | 2 Mio    | 2000                  | avril 2008     |
| Opteron 2258                                              | 4               | 2,4 GHz   | 120     | 1207/1207+          | 4 × 128 kio | 4 × 512 kio | 2 Mio    | 2000                  | avril 2008     |
| Opteron 2260                                              | 4               | 2,4 GHz   | 120     | 1207/1207+          | 4 × 128 kio | 4 × 512 kio | 2 Mio    | 2000                  | 2008           |
| Opteron série 2000 SE                                     |                 |           |         |                     |             |             |          |                       |                |
| Opteron 2258 SE                                           | 4               | 2,4 GHz   | 95      | 1207/1207+          | 4 × 128 kio | 4 × 512 kio | 2 Mio    | 2000                  | avril 2008     |
| Opteron 2260 SE                                           | 4               | 2,5 GHz   | 120     | 1207/1207+          | 4 × 128 kio | 4 × 512 kio | 2 Mio    | 2000                  | avril 2008     |
| Opteron 2262 SE                                           | 4               | 2,6 GHz   | 120     | 1207/1207+          | 4 × 128 kio | 4 × 512 kio | 2 Mio    | 2000                  | 2008           |
| Opteron pour serveur quadri processeur ou plus. Barcelona |                 |           |         |                     |             |             |          |                       |                |
| Opteron série 8000 hE                                     |                 |           |         |                     |             |             |          |                       |                |
| Opteron 8248 hE                                           | 4               | 1,9 GHz   | 68      | 1207/1207+          | 4 × 128 kio | 4 × 512 kio | 2 Mio    | 2000                  | ?              |
| Opteron 8250 hE                                           | 4               | 2,0 GHz   | 68      | 1207/1207+          | 4 × 128 kio | 4 × 512 kio | 2 Mio    | 2000                  | ?              |
| Opteron série 8000                                        |                 |           |         |                     |             |             |          |                       |                |
| Opteron 8252                                              | 4               | 2,1 GHz   | 95      | 1207/1207+          | 4 × 128 kio | 4 × 512 kio | 2 Mio    | 2000                  | avril 2008     |
| Opteron 8254                                              | 4               | 2,2 GHz   | 95      | 1207/1207+          | 4 × 128 kio | 4 × 512 kio | 2 Mio    | 2000                  | avril 2008     |
| Opteron 8256                                              | 4               | 2,3 GHz   | 95      | 1207/1207+          | 4 × 128 kio | 4 × 512 kio | 2 Mio    | 2000                  | avril 2008     |
| Opteron 8258                                              | 4               | 2,4 GHz   | 95      | 1207/1207+          | 4 × 128 kio | 4 × 512 kio | 2 Mio    | 2000                  | 2008           |
| Opteron série 8000 SE                                     |                 |           |         |                     |             |             |          |                       |                |
| Opteron 8258 SE                                           | 4               | 2,4 GHz   | 120     | 1207/1207+          | 4 × 128 kio | 4 × 512 kio | 2 Mio    | 2000                  | avril 2008     |
| Opteron 8260 SE                                           | 4               | 2,5 GHz   | 120     | 1207/1207+          | 4 × 128 kio | 4 × 512 kio | 2 Mio    | 2000                  | avril 2008     |
| Opteron 8262 SE                                           | 4               | 2,6 GHz   | 120     | 1207/1207+          | 4 × 128 kio | 4 × 512 kio | 2 Mio    | 2000                  | 2008           |

#### Grand public
La nouvelle gamme desktop d'AMD se décompose donc en "Phenom FX" pour le très haut de gamme (qui sera sûrement un simple renommage d'Opteron), "Phenom X4" pour le haut de gamme et "Phenom X3" pour la moyenne gamme, "Athlon X2" et "Sempron" pour l'entrée de gamme AMD. 

Les fréquences s'échelonnent entre 1 900 MHz et 2 800 MHz et le TDP entre 45 W et 89 W. 

Le nombre de cœurs varie de 1 pour le "Sempron" à 4 pour le "Phenom FX" et le "Phenom X4" en passant par 3 pour le "Phenom X3" et 2 pour l' "Athlon X2".
| Phenom    |         |   |               |             |             |       |         |            |             |      |
| 9000      | Agena   | 4 | 1,8 à 2,6 GHz | 4 × 128 kio | 4 × 512 Kio | 2 Mio | B2 - B3 | 65 à 140 W | 1,8 à 2 GHz | AM2+ |
| 8000      | Toliman | 3 | 1,9 à 2,5 GHz | 3 × 128 kio | 3 × 512 Kio | 2 Mio | B2 - B3 | 65 à 95 W  | 1,8 GHz     | AM2+ |
| Athlon X2 |         |   |               |             |             |       |         |            |             |      |
| 7000      | Agena   | 2 | 2,5 à 2,8 GHz | 2 × 128 kio | 2 × 512 Kio | 2 Mio | B3      | 95 W       | 1,8 GHz     | AM2+ |

#### Mobile
Pas de processeur K10 65 nm pour ordinateurs portables.

### 45 nm

#### Serveur
| Opteron |             |    |               |              |              |           |    |            |             |     |
| 8400    | Istanbul    | 6  | 2,1 à 2,8 GHz | 6 × 128 kio  | 6 × 512 kio  | 6 Mio     | D0 | 55 à 115 W | 2,4 GHz     | F   |
| 8300    | Shanghai    | 4  | 2,2 à 3,1 GHz | 4 × 128 kio  | 4 × 512 kio  | 6 Mio     | C2 | 68 à 137 W | 1 à 2,2 GHz | F   |
| 2400    | Istanbul    | 6  | 2,0 à 2,8 GHz | 6 × 128 kio  | 6 × 512 kio  | 6 Mio     | D0 | 115 W      | 2,4 GHz     | F   |
| 2300    | Shanghai    | 4  | 2,3 à 3,1 GHz | 4 × 128 kio  | 4 × 512 kio  | 6 Mio     | C2 | 60 à 137 W | 1 à 2 GHz   | F   |
| 6100    | Magny-Cours | 12 | 1,7 à 2,3 GHz | 12 × 128 kio | 12 × 512 kio | 2 × 6 Mio |    | 65 à 115 W | 3,2 GHz     | G34 |
| 6100    | Magny-Cours | 8  | 1,8 à 2,4 GHz | 8 × 128 kio  | 8 × 512 kio  | 2 × 6 Mio |    | 65 à 137 W | 3,2 GHz     | G34 |
|         | Sao Paolo   | 6  |               | 6 × 128 kio  | 6 × 512 kio  | 6 Mio     |    |            |             | G34 |

#### Grand public
| Phenom II |          |   |               |             |                         |       |         |           |                 |     |
| X6 1xxxT  | Thuban   | 6 | 2,6 à 3,3 GHz | 6 × 128 kio | 6 × 512 kio             | 6 Mio | E0      | 95 & 125W | 2,2 GHz         | AM3 |
| X4 960T   | Zosma    | 4 | 3 GHz         | 4 × 128 kio | 4 × 512 kio             | 6 Mio | E0      | 95W       | 2,2 GHz         | AM3 |
| X4 9xx    | Deneb    | 4 | 2,4 à 3,7 GHz | 4 × 128 kio | 4 × 512 kio             | 6 Mio | C2 & C3 | 65 à 140W | 2 GHz           | AM3 |
| X4 8xx    | Deneb    | 4 | 2,5 à 3,3 GHz | 4 × 128 kio | 4 × 512 kio             | 4 Mio | C2 & C3 | 95W       | 2 GHz           | AM3 |
| X3 7xx    | Heka     | 3 | 2,4 à 3,0 GHz | 3 × 128 kio | 3 × 512 kio             | 6 Mio | C2      | 75 & 95W  | 2 GHz           | AM3 |
| X2 5xx    | Callisto | 2 | 2,8 à 3,5 GHz | 2 × 128 kio | 2 × 512 kio             | 6 Mio | C2 & C3 | 80W       | 2 & 2,2 GHz     | AM3 |
| Athlon II |          |   |               |             |                         |       |         |           |                 |     |
| X4 6xx    | Propus   | 4 | 2,2 à 3,1 GHz | 4 × 128 kio | 4 × 512 kio             | N.A.  | C2 & C3 | 45 & 95W  | 2 GHz           | AM3 |
| X3 4xx    | Rana     | 3 | 2,2 à 3,4 GHz | 3 × 128 kio | 3 × 512 kio             | N.A.  | C2 & C3 | 45 & 95W  | 2 GHz           | AM3 |
| X2 2xx    | Regor    | 2 | 1,6 à 3,4 GHz | 2 × 128 kio | 2 × 1 Mio & 2 x 512 Kio | N.A.  | C2 & C3 | 25 à 65W  | 1,6 1,8 & 2 GHz | AM3 |
| Sempron   |          |   |               |             |                         |       |         |           |                 |     |
| 1xx       | Sargas   | 1 | 2,7 à 2,9 GHz | 128 kio     | 1 Mio                   | N.A.  | C2 & C3 | 45W       | 2 GHz           | AM3 |

#### Mobile
Avec le Turion Griffin, AMD proposera un K10 très allégé qui ne disposera que des améliorations énergétiques du DICE. Avec son Griffin, AMD proposera également une plateforme : Puma. Elle utilisera un cœur graphique supportant le DirectX 10 et un UVD (en) (Universal Video Decoder).
| Turion II ? |  |   |               |             |             |   |  |  |  |        |
|             |  | 2 | 2,4 à 2,6 GHz | 2 × 128 kio | 2 × 1 Mo    | - |  |  |  | [ 28 ] |
|             |  | 2 | 2,0 à 2,3 GHz | 2 × 128 kio | 2 × 512 kio | - |  |  |  |        |
|             |  | 1 | 2,0 GHz       | 128 kio     | 512 kio     | - |  |  |  |        |

### 32 nm
Dont Llano comportant un CPU à deux à quatre cœurs et un processeur graphique.